# Charlotte Gower Chapman
Charlotte Laura Gower Chapman (Kankakee, 5 maggio 1902 – Washington, 21 settembre 1982) è stata un'etnologa e scrittrice statunitense.

## Biografia
Nata Charlotte Laura Woolmington, nel 1928 ricevette il dottorato in Antropologia all'Università di Chicago.
Dopo la laurea durante la sua attività in Cina lavorò presso la Università di Lingnan ad Hong Kong; durante la seconda guerra mondiale all'entrata degli Stati Uniti in guerra, venne fatta prigioniera dai giapponesi, per essere poi rilasciata nel 1942.
Successivamente si arruolò nel Corpo dei Marines dove lavorò presso l'Ufficio dei Servizi Strategici fino al 1947; quando poi divenne una dipendente della CIA fino al suo pensionamento nel 1964.
La Chapman scrisse nel 1928, per il suo dottorato in antropologia, un interessante studio antropologico dal titolo Milocca: un villaggio siciliano, che comprendeva un resoconto dettagliato del piccolo paese dell'entroterra nisseno dove visse per 18 mesi, dopo aver prima vissuto un anno tra i siciliani nella comunità di Chicago. Questa ricerca monografica fu adottata da molte università per comprendere l'antropologia della cultura siciliana.
Questa ricerca ha avuto il merito di essere stata la prima fatta su una comunità contadina Mediterranea.

## Opere
- Charlotte Gower Chapman, Milocca, a Sicilian village, Schenkman Pub. Co., 1971.
- Richard Handler, Excluded Ancestors, Inventible Traditions: Essays Toward a More Inclusive History of Anthropology, Univ of Wisconsin Press, 16 novembre 2000,  p. 123, ISBN 978-0-299-16393-8.